# Observator de Bacău
Observator de Bacău este un ziar local din Bacău, România.